# الخيميائي الفولاذي: نجمة ميلوس المقدسة
خيميائي الفولاذ: نجمة ميلوس المقدسة (بالإنجليزية: Fullmetal Alchemist: The Sacred Star of Milos)‏ هو فيلم أنمي تم إنتاجه في اليابان وصدر في سنة 2011.

## الميزانية والإيرادات
حقق أرباحا تقدر بـ 7,401,480 دولار.

## روابط خارجية
- الخيميائي الفولاذي: نجمة ميلوس المقدسة على موقع IMDb (الإنجليزية)
- الخيميائي الفولاذي: نجمة ميلوس المقدسة على موقع ميتاكريتيك (الإنجليزية)
- الخيميائي الفولاذي: نجمة ميلوس المقدسة على موقع روتن توميتوز (الإنجليزية)
- الخيميائي الفولاذي: نجمة ميلوس المقدسة على موقع نتفليكس (الإنجليزية)
- الخيميائي الفولاذي: نجمة ميلوس المقدسة على موقع ألو سيني (الفرنسية)
- الخيميائي الفولاذي: نجمة ميلوس المقدسة على موقع Turner Classic Movies (الإنجليزية)
- الخيميائي الفولاذي: نجمة ميلوس المقدسة على موقع أول موفي (الإنجليزية)
- الخيميائي الفولاذي: نجمة ميلوس المقدسة على موقع بوكس أوفيس موجو (الإنجليزية)
- الخيميائي الفولاذي: نجمة ميلوس المقدسة على موقع فيلمافينيتي (الإسبانية)
- الخيميائي الفولاذي: نجمة ميلوس المقدسة على موقع قاعدة بيانات الفيلم (الإنجليزية)